# La Madrid Challenge by La Vuelta 2017
La 3e édition de La Madrid Challenge by La Vuelta a lieu le 10 septembre 2017. C'est la dernière épreuve de l'UCI World Tour féminin 2017. Elle se déroule en lever de rideau de la 21e étape du Tour d'Espagne 2017 qui s'est terminée à Madrid.

## Parcours

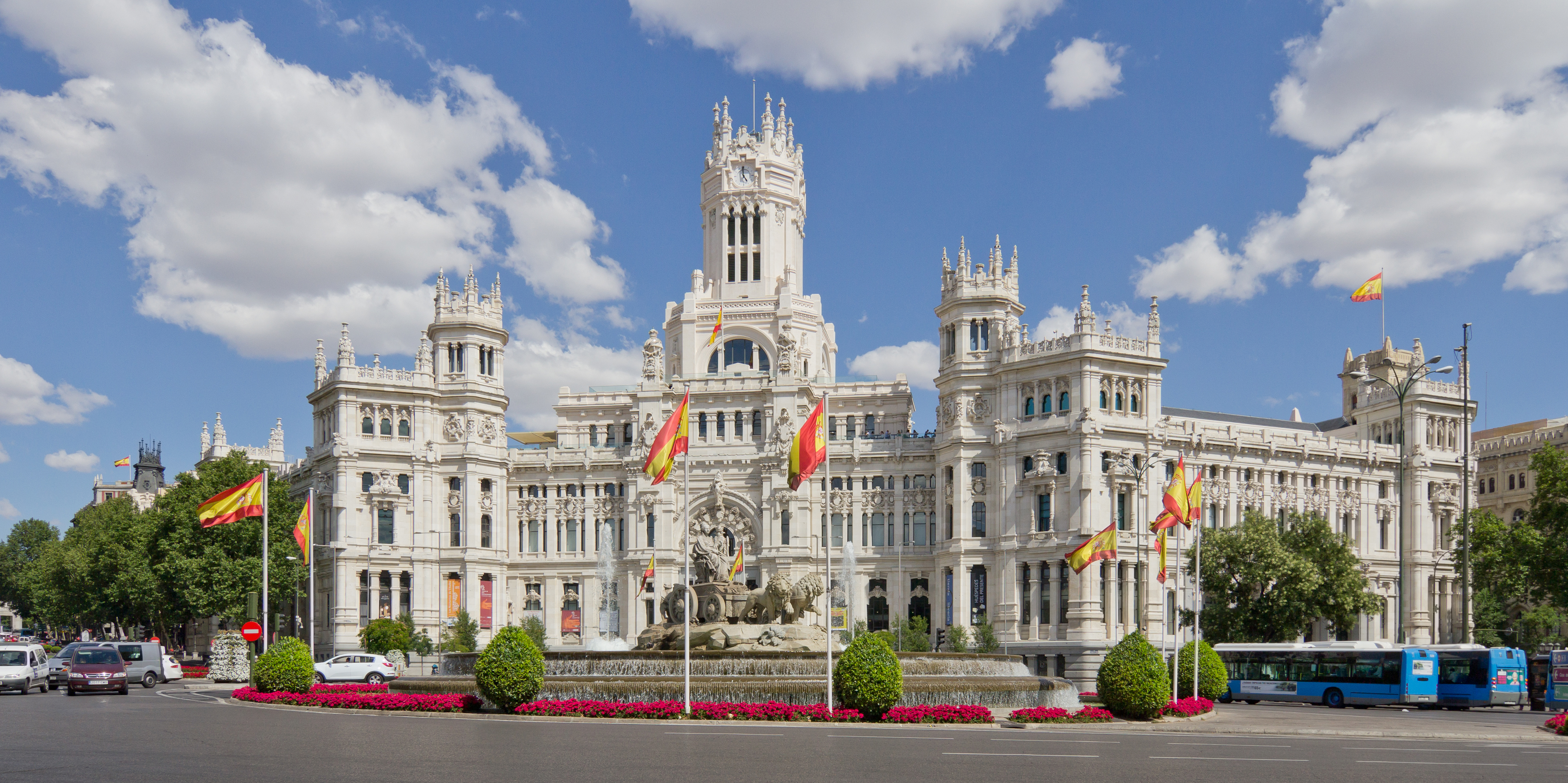
La ligne d'arrivée est placée devant le Palais de Cybèle.

Le parcours est identique à celui 2015. Il est constitué d'un circuit urbain dans Madrid, long de 5,8 km et identique à celui des hommes, à réaliser quinze fois. Les coureuses partent de la Plaza de Cibeles puis se dirigent vers le nord sur le Paseo de Recoletos. Au niveau de la Plaza de Colón, elle tournent à 180 degrés. Revenues à la Plaza de Cibeles, elles empruntent la Gran Vía jusqu'à la Plaza de Callao puis font de nouveau demi-tour. Elles partent ensuite sur le Paseo del Prado jusqu'à Atocha. Elles effectuent un dernier virage en épingle à cheveux pour revenir sur la ligne d'arrivée. La course est relativement plate et se destine aux sprinteuses,.

## Équipes
| Équipes féminines professionnelles (19)- Alé Cipollini Galassia - BePink Cogeas - Bizkaia-Durango - BTC City Ljubljana - Cylance Pro Cycling - Drops - FDJ-Nouvelle Aquitaine-Futuroscope - Hitec Products - Lares-Waowdeals Women Cycling Team - Lensworld-Kuota - Lointek - Lotto Soudal - Parkhotel Valkenburg-Destil Cycling Team - SAS-Macogep - Sport Vlaanderen-Etixx - Sunweb - Wiggle High5 - WM3 Pro Cycling - Team WNT Équipe nationale- Espagne |
| |

## Récit de la course
Les sprints intermédiaires sont disputés par Rachele Barbieri, Emilie Moberg, Mia Radotic. La première attaque vient de Małgorzata Jasińska à quatorze kilomètres de l'arrivée. Elle est rattrapée à six kilomètres de l'arrivée par un contre composé d'Élise Delzenne, Charlotte Becker et Coralie Demay. Toutefois, elles sont reprises à quatre kilomètres de la ligne. On assiste à un inévitable sprint. Roxane Fournier lance le sprint sur la gauche de la route et possède encore plusieurs mètres d'avance à 50 m de la ligne, toutefois Jolien D'Hoore, qui a démarré le sprint légèrement enfermée, et Coryn Rivera reviennent à grande vitesse sur la droite. La Belge, tirant un plus grand braquet, s'impose nettement pour la deuxième année consécutive,,.

## Classement final
| \| Classement général \| Classement général \| Classement général \| Classement général \| Classement général \| \| Coureuse \| Coureuse \| Pays \| Équipe \| Temps \| \| ------------------ \| ------------------ \| ------------------ \| ---------------------------------- \| ------------------ \| \| 1re \| Jolien D'Hoore \| Belgique \| Wiggle High5 \| 2 h 02 min 31 s \| \| 2e \| Coryn Rivera \| États-Unis \| Sunweb \| + 0 s \| \| 3e \| Roxane Fournier \| France \| FDJ-Nouvelle Aquitaine-Futuroscope \| + 0 s \| \| 4e \| Eugenia Bujak \| Pologne \| BTC City Ljubljana \| + 0 s \| \| 5e \| Sheyla Gutiérrez \| Espagne \| Cylance \| + 0 s \| \| 6e \| Giorgia Bronzini \| Italie \| Wiggle High5 \| + 0 s \| \| 7e \| Chloe Hosking \| Australie \| Alé Cipollini \| + 0 s \| \| 8e \| Susanne Andersen \| Norvège \| Hitec Products \| + 0 s \| \| 9e \| Leah Kirchmann \| Canada \| Sunweb \| + 0 s \| \| 10e \| Alba Teruel \| Espagne \| Lointek \| + 0 s \| |                  |            |                                    |                 |
| |                  |            |                                    |                 |
| Source : ProCyclingStats |                  |            |                                    |                 |
| Classement général |                  |            |                                    |                 |
| Coureuse | Coureuse         | Pays       | Équipe                             | Temps           |
| 1re | Jolien D'Hoore   | Belgique   | Wiggle High5                       | 2 h 02 min 31 s |
| 2e | Coryn Rivera     | États-Unis | Sunweb                             | + 0 s           |
| 3e | Roxane Fournier  | France     | FDJ-Nouvelle Aquitaine-Futuroscope | + 0 s           |
| 4e | Eugenia Bujak    | Pologne    | BTC City Ljubljana                 | + 0 s           |
| 5e | Sheyla Gutiérrez | Espagne    | Cylance                            | + 0 s           |
| 6e | Giorgia Bronzini | Italie     | Wiggle High5                       | + 0 s           |
| 7e | Chloe Hosking    | Australie  | Alé Cipollini                      | + 0 s           |
| 8e | Susanne Andersen | Norvège    | Hitec Products                     | + 0 s           |
| 9e | Leah Kirchmann   | Canada     | Sunweb                             | + 0 s           |
| 10e | Alba Teruel      | Espagne    | Lointek                            | + 0 s           |

### UCI World Tour
| Position,          | 1er | 2e  | 3e | 4e | 5e | 6e | 7e | 8e | 9e | 10e | 11e | 12e | 13e | 14e | 15e | 16e | 17e | 18e | 19e | 20e |
| Classement général | 120 | 100 | 85 | 70 | 60 | 50 | 40 | 35 | 30 | 25  | 20  | 18  | 16  | 14  | 12  | 10  | 8   | 6   | 4   | 2   |

## Liste des participantes
| Légende | Légende                                                                           | Légende | Légende                                                    |
| ------- | --------------------------------------------------------------------------------- | ------- | ---------------------------------------------------------- |
| Num     | Dossard de départ porté par le coureur sur cette La Madrid Challenge by La Vuelta | Pos     | Position à l'arrivée de la course                          |
|         | Indique un maillot de champion national ou mondial, suivi de sa spécialité        | NP      | Indique un coureur qui n'a pas pris le départ de la course |
| AB      | Indique un coureur qui n'a pas terminé la course                                  | HD      | Indique un coureur qui a terminé la course hors des délais |

| Wiggle High5 WHT | Wiggle High5 WHT             | Wiggle High5 WHT |
| ---------------- | ---------------------------- | ---------------- |
| Num              | Coureur                      | Pos              |
| 1                | Jolien D'Hoore (BEL) (route) | 1re              |
| 2                | Giorgia Bronzini (ITA)       | 6e               |
| 3                | Emilia Fahlin (SWE)          | 53e              |
| 4                | Elisa Longo Borghini (ITA)   | 52e              |
| 5                | Julie Leth (DEN)             | 51e              |

| Sunweb SUN | Sunweb SUN             | Sunweb SUN |
| ---------- | ---------------------- | ---------- |
| Num        | Coureur                | Pos        |
| 11         | Lucinda Brand (NED)    | 24e        |
| 12         | Leah Kirchmann (CAN)   | 9e         |
| 13         | Floortje Mackaij (NED) | 34e        |
| 14         | Coryn Rivera (USA)     | 2e         |
| 15         | Julia Soek (NED )      | 60e        |
| 16         | Juliette Labous (FRA)  | 59e        |

| Alé Cipollini ALE | Alé Cipollini ALE       | Alé Cipollini ALE |
| ----------------- | ----------------------- | ----------------- |
| Num               | Coureur                 | Pos               |
| 21                | Chloe Hosking (AUS)     | 7e                |
| 22                | Marta Bastianelli (ITA) | 47e               |
| 23                | Soraya Paladin (ITA)    | AB                |
| 24                | Anna Trevisi (ITA)      | 27e               |
| 25                | Romy Kasper (GER)       | 44e               |

| Cylance CPC | Cylance CPC                         | Cylance CPC |
| ----------- | ----------------------------------- | ----------- |
| Num         | Coureur                             | Pos         |
| 31          | Sheyla Gutierrez Ruiz (ESP) (route) | 5e          |
| 32          | Marta Tagliaferro (ITA )            | 55e         |
| 33          | Rossella Ratto (ITA )               | 46e         |
| 34          | Rachele Barbieri (ITA )             | 89e         |
| 35          | Małgorzata Jasińska (POL )          | 87e         |
| 36          | Kristabel Doebel-Hickok (USA )      | 88e         |

| FDJ-Nouvelle Aquitaine-Futuroscope FUT | FDJ-Nouvelle Aquitaine-Futuroscope FUT | FDJ-Nouvelle Aquitaine-Futuroscope FUT |
| -------------------------------------- | -------------------------------------- | -------------------------------------- |
| Num                                    | Coureur                                | Pos                                    |
| 41                                     | Roxane Fournier (FRA)                  | 3e                                     |
| 42                                     | Aude Biannic (FRA)                     | 56e                                    |
| 43                                     | Charlotte Bravard (FRA) (route)        | 68e                                    |
| 44                                     | Coralie Demay (FRA)                    | 82e                                    |
| 45                                     | Eugénie Duval (FRA)                    | 16e                                    |
| 46                                     | Roxane Knetemann (NED)                 | 83e                                    |

| BTC City Ljubljana BTC | BTC City Ljubljana BTC         | BTC City Ljubljana BTC |
| ---------------------- | ------------------------------ | ---------------------- |
| Num                    | Coureur                        | Pos                    |
| 51                     | Eugenia Bujak (POL)            | 4e                     |
| 52                     | Anna Zita Maria Stricker (ITA) | 25e                    |
| 53                     | Polona Batagelj (SLO) (route)  | 18e                    |
| 54                     | Mia Radotic (CRO) (route)      | 15e                    |
| 55                     | Maaike Boogaard (NED)          | 39e                    |
| 56                     | Jelena Eric (SRB) (route)      | 30e                    |

| Hitec Products HPU | Hitec Products HPU         | Hitec Products HPU |
| ------------------ | -------------------------- | ------------------ |
| Num                | Coureur                    | Pos                |
| 61                 | Susanne Andersen (NOR)     | 8e                 |
| 62                 | Emilie Moberg (NOR)        | 85e                |
| 63                 | Charlotte Becker (GER)     | 40e                |
| 64                 | Line Marie Gulliksen (NOR) | 75e                |
| 65                 | Simona Frapporti (ITA)     | AB                 |
| 66                 | Nina Kessler (NED)         | 50e                |

| Bepink BPK | Bepink BPK              | Bepink BPK |
| ---------- | ----------------------- | ---------- |
| Num        | Coureur                 | Pos        |
| 71         | Ilaria Sanguineti (ITA) | 86e        |
| 72         | Tereza Medvedova (SVK)  | AB         |
| 73         | Katia Ragusa (ITA)      | 20e        |
| 74         | Francesca Pattaro (ITA) | 80e        |

| Drops DRP | Drops DRP                | Drops DRP |
| --------- | ------------------------ | --------- |
| Num       | Coureur                  | Pos       |
| 81        | Abby-Mae Parkinson (GBR) | 26e       |
| 82        | Rebecca Durrell (GBR)    | 19e       |
| 83        | Elizabeth Holden (GBR)   | 72e       |
| 84        | Abigail van Twisk (GBR)  | 28e       |
| 85        | Lucy Shaw (GBR)          | 31e       |
| 86        | Annabelle Simpson (GBR)  | 77e       |

| Lotto Soudal LBL | Lotto Soudal LBL       | Lotto Soudal LBL |
| ---------------- | ---------------------- | ---------------- |
| Num              | Coureur                | Pos              |
| 91               | Lotte Kopecky (BEL)    | 11e              |
| 92               | Élise Delzenne (FRA)   | 78e              |
| 93               | Annelies Dom (BEL)     | 37e              |
| 94               | Trine Schmidt (DEN)    | 76e              |
| 95               | Chantal Hoffmann (LUX) | 79e              |
| 96               | Fenna Vanhoutte (BEL)  | AB               |

| Lares-Waowdeals LWW | Lares-Waowdeals LWW         | Lares-Waowdeals LWW |
| ------------------- | --------------------------- | ------------------- |
| Num                 | Coureur                     | Pos                 |
| 101                 | Thalita de Jong (NED)       | 67e                 |
| 102                 | Daniela Reis (POR)          | 36e                 |
| 103                 | Sarah Inghelbrecht (BEL)    | 13e                 |
| 104                 | Saartje Vandenbroucke (BEL) | 81e                 |
| 105                 | Mieke Docx (BEL)            | 38e                 |
| 106                 | Lotte van Hoek (NED)        | AB                  |

| Parkhotel Valkenburg-Destil PVD | Parkhotel Valkenburg-Destil PVD | Parkhotel Valkenburg-Destil PVD |
| ------------------------------- | ------------------------------- | ------------------------------- |
| Num                             | Coureur                         | Pos                             |
| 111                             | Demi de Jong (NED)              | 17e                             |
| 112                             | Natalie van Gogh (NED)          | 33e                             |
| 113                             | Chanella Stougje (NED)          | 21e                             |
| 114                             | Karlijn Swinkels (NED)          | 61e                             |

| Bizkaia - Durango BPD | Bizkaia - Durango BPD          | Bizkaia - Durango BPD |
| --------------------- | ------------------------------ | --------------------- |
| Num                   | Coureur                        | Pos                   |
| 121                   | Lourdes Oyarbide Jimenez (ESP) | 23e                   |
| 122                   | Vera Adrian (RSA)              | AB                    |
| 123                   | Paola Munoz (CHI)              | AB                    |
| 124                   | Spela Kern (SLO)               | 35e                   |
| 125                   | Miho Yoshikawa (JPN)           | 74e                   |

| WNT | WNT                  | WNT |
| --- | -------------------- | --- |
| Num | Coureur              | Pos |
| 131 | Eileen Roe (GBR)     | 12e |
| 132 | Hannah Walker (GBR)  | AB  |
| 133 | Hayley Jones (GBR)   | 22e |
| 134 | Rebecca Carter (NED) | AB  |
| 135 | Gabriella Shaw (GBR) | 62e |

| Vlaanderen-Etixx SVE | Vlaanderen-Etixx SVE      | Vlaanderen-Etixx SVE |
| -------------------- | ------------------------- | -------------------- |
| Num                  | Coureur                   | Pos                  |
| 141                  | Kelly Druyts (BEL)        | 57e                  |
| 142                  | Demmy Druyts (BEL)        | 63e                  |
| 143                  | Jessy Druyts (BEL)        | AB                   |
| 144                  | Lenny Druyts (BEL)        | 70e                  |
| 145                  | Kelly van den Steen (BEL) | 58e                  |
| 146                  | Nathalie Bex (BEL)        | 29e                  |

| Lointek LTK | Lointek LTK                  | Lointek LTK |
| ----------- | ---------------------------- | ----------- |
| Num         | Coureur                      | Pos         |
| 151         | Alicia González (ESP)        | 14e         |
| 152         | Alba Teruel (ESP)            | 10e         |
| 153         | Ariadna Trias (ESP)          | 49e         |
| 154         | Cristina Martínez (ESP)      | 65e         |
| 155         | Lucía González (ESP)         | 45e         |
| 156         | Beatriu Gomez Franquet (ESP) | 84e         |

| SAS-Macogep SAS | SAS-Macogep SAS          | SAS-Macogep SAS |
| --------------- | ------------------------ | --------------- |
| Num             | Coureur                  | Pos             |
| 161             | Véronique Bilodeau (CAN) | 41e             |
| 162             | Pauline Allin (FRA)      | 69e             |
| 163             | Irena Ossola (FRA)       | 43e             |
| 164             | Iris Sachet (FRA)        | 32e             |
| 165             | Frédérique Larose (CAN)  | 42e             |
| 166             | Emma Bedard (CAN)        | 71e             |

| Sélection nationale espagnole | Sélection nationale espagnole | Sélection nationale espagnole |
| ----------------------------- | ----------------------------- | ----------------------------- |
| Num                           | Coureur                       | Pos                           |
| 171                           | Sandra Alonso (ESP)           | 54e                           |
| 172                           | Teresa Ripoll (ESP)           | 73e                           |
| 173                           | Ana Usabiaga (ESP)            | 48e                           |
| 174                           | Miriam Gardachal (ESP)        | AB                            |
| 175                           | Ainara Elbusto (ESP)          | 64e                           |
| 176                           | Ane Iriarte (ESP)             | 66e                           |

Source.